# خمس دقائق فقط : تسع سنوات في سجون الأسد (كتاب)
كتاب خمس دقائق وحسب: تسع سنوات في سجون الأسد لصاحبته هبـة الدباغ يروي قصة اعتقالها من طرف الأمن السري السوري. كانت هبـة الدباغ تستعد يوم الحادي والثلاثين من كانون الأول 1980 لامتحان اليوم التالي في جامعة دمشق، حينما داهم غرفتها مجموعة من عناصر الشرطة السرية السورية، وطلبوا منها أن ترافقهم خمس دقائق فقط. وقد كلفتها تلك الدقائق أن تقضي تسع سنوات في السجون السورية.

## ترجمة الكتاب
قامت بترجمة الكتاب إلى الإنجليزية بيان الخطيب بعنوان:
Just Five Minutes, Nine Years in the Prisons of Syria